# Logan megye (Colorado)
Logan megye az Amerikai Egyesült Államokban, azon belül Colorado államban található. Megyeszékhelye és legnagyobb városa Sterling. Lakosainak száma 21 528 fő (2020. április 1.). Logan megye Cheyenne, Washington, Morgan, Weld, Kimball, Sedgwick, Phillips és Yuma megyékkel határos.

## Népesség
A megye népességének változása:
| Lakosok száma | 22 792 | 22 739 | 22 603 | 22 450 | 22 036 | 21 528 |
|               | 2010   | 2011   | 2012   | 2013   | 2015   | 2020   |